# Manlio Guberti Helfrich

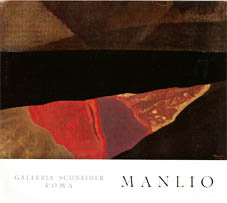
MANLIO catalogo Galleria Schneider Roma

Manlio Guberti Helfrich (Ravenna, 27 marzo 1917 – Castelnuovo di Porto, 12 dicembre 2003) è stato un pittore, incisore e scrittore italiano.

## Biografia
Dopo gli studi di musica e la laurea in giurisprudenza si dedicò alla pittura. Allievo di Amerigo Bartoli  in pittura e di Umberto Prencipe in incisione si diplomò nel '48 all'Accademia di Belle Arti di Roma. In quello stesso anno partecipò alla Biennale di Venezia.  Cominciò a esporre con successo in Italia e poi negli Stati Uniti (dove trascorse l'intero 1953 studiando tecniche della calcografia e dell'encausto).  Tra il 1948 e il 1985 tenne numerose personali in Italia e all'estero. Molte sue opere entrarono a far parte di collezioni pubbliche e private in Europa, negli Stati Uniti, in Australia e nel Medio Oriente. La maggior parte delle sue opere è conservata nel Museo di Jaroslavl' (Russia).
Negli anni '50 si ritirò a dipingere in una torre sul mare del Gargano: lì scrisse un epistolario ( Lettere da Monte Orcius).
Pubblicò nel 1957 il primo manuale di serigrafia per artisti. Progettò e costruì attrezzature veliche sperimentali di cui rese conto nel libro La Vela che pubblicò da Hoepli nel 1963.
Pubblicò vari scritti d'arte e letteratura. Collaborò con l'editore Feltrinelli alla pubblicazione della Teoria della forma e della Figurazione di Paul Klee. Si ritirò nel 1954 a vivere nella campagna a nord di Roma (Monte d'Arca), in una casa dove lavorava, suonava il pianoforte, riceveva gli amici. Negli ultimi anni scrisse molte poesie, pubblicate in sei raccolte tra il 1996 e il 2002.

## Opere
- Manlio Guberti Helfrich, La vela, Hoepli, 1952
- Manlio Guberti Helfrich, Serigrafia per artisti, Hoepli, 1957
- Manlio Guberti Helfrich, Lettere da Monte Orcius, Il monogramma, Ravenna 1986
- Manlio Guberti Helfrich, Cieco vagabondo, Il monogramma, Ravenna 1996
- Manlio Guberti Helfrich, Del vento e delle ombre,  Il monogramma, Ravenna ,1997
- Manlio Guberti Helfrich, Dal fuoco segreto, Il monogramma, Ravenna ,1998
- Manlio Guberti Helfrich, Nei crocevia, Il monogramma, Ravenna ,1999
- Manlio Guberti Helfrich, Forse il vento, Il monogramma, Ravenna, 2001
- Manlio Guberti Helfrich, Ora di Pan,  Il monogramma, Ravenna, 2002

## Esposizioni personali
- Accademia Ungherese, Roma, 1946 Galleria la Barcaccia, Roma, 1947
- Galerie neupert, Zurich, 1949 Galleria Gussoni, Milano 1950 ('51,'52,'57)
- L'Obelisco, Roma, 1951
- La Serenella Palermo, 1951
- Galerie Breughel, Bruxelles, 1951
- Galerie André Weil, Paris, 1952
- Il Naviglio, Milano, 1953
- The Obelisk Gallery, Washington D.C., 1953
- The Rotunda Gallery, San Francisco, California, 1953
- Galleria Schneider, Roma ( 1954,'55,'57,'59,''61,'64,'66,'69,'73)
- Kipnis Gallery, Westport, Connecticut, 1954
- The Main Street Gallery, Chicago, Illinois, 1955
- Knoedler Galleries, New York, 1956
- Gallery Chichio Haller, Zurich, 1957
- Kunsthandel Santee Landweer, Amsterdam, 1960
- Galerie Gunter Franke, Munchen, 1962
- Galleria Le Arti, Ravenna ,1964
- Nora Art Studio, Jerusalem, 1965
- Galleria La Bottega, RAvenna, 1967 ('72,'79)
- Tyler School of Art, Roma, 1974 ('78)
- Galleria Grafica dei Greci, Roma, 1981
- Medina Art Gallery, Roma, 2017 (centenario dalla nascita - organizzazione con gli eredi)